# Canonne Farm British Cemetery
Le cimetière « Canonne Farm British Cemetery, Sommaing » est un cimetière militaire  de la Première Guerre mondiale situé sur le territoire de la commune de Sommaing, Nord.

## Localisation
Ce cimetière, qui tire son nom de la ferme Canonne aujourd'hui disparue, est situé en pleine campagne sur un petit chemin reliant Sommaing à Haussy, à environ 4 km du centre du bourg.

## Historique
Occupé dès la fin août 1914 par les troupes allemandes, Sommaing  est resté  loin du front jusqu'au 24 octobre 1918, date à laquelle le village a été repris par les troupes britanniques  après de violents affrontements . Ce cimetière a été créé à cette date pour inhumer les soldats britanniques tombés lors des combats, le 24 octobre 1918 pour la plupart.

## Caractéristique
Le cimetière contient 65 sépultures datant de la Première Guerre mondiale, dont une non identifiée.

## Galerie

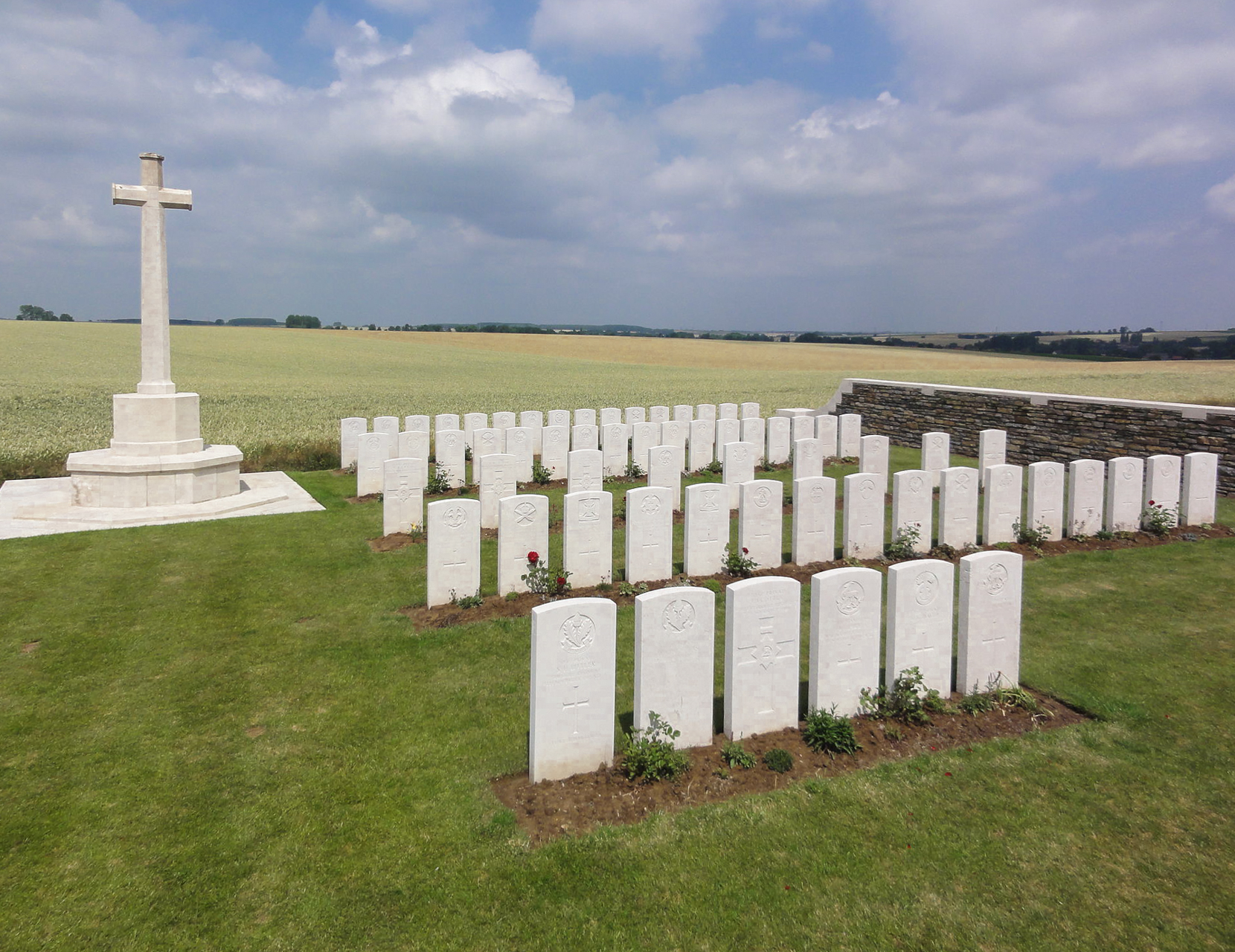
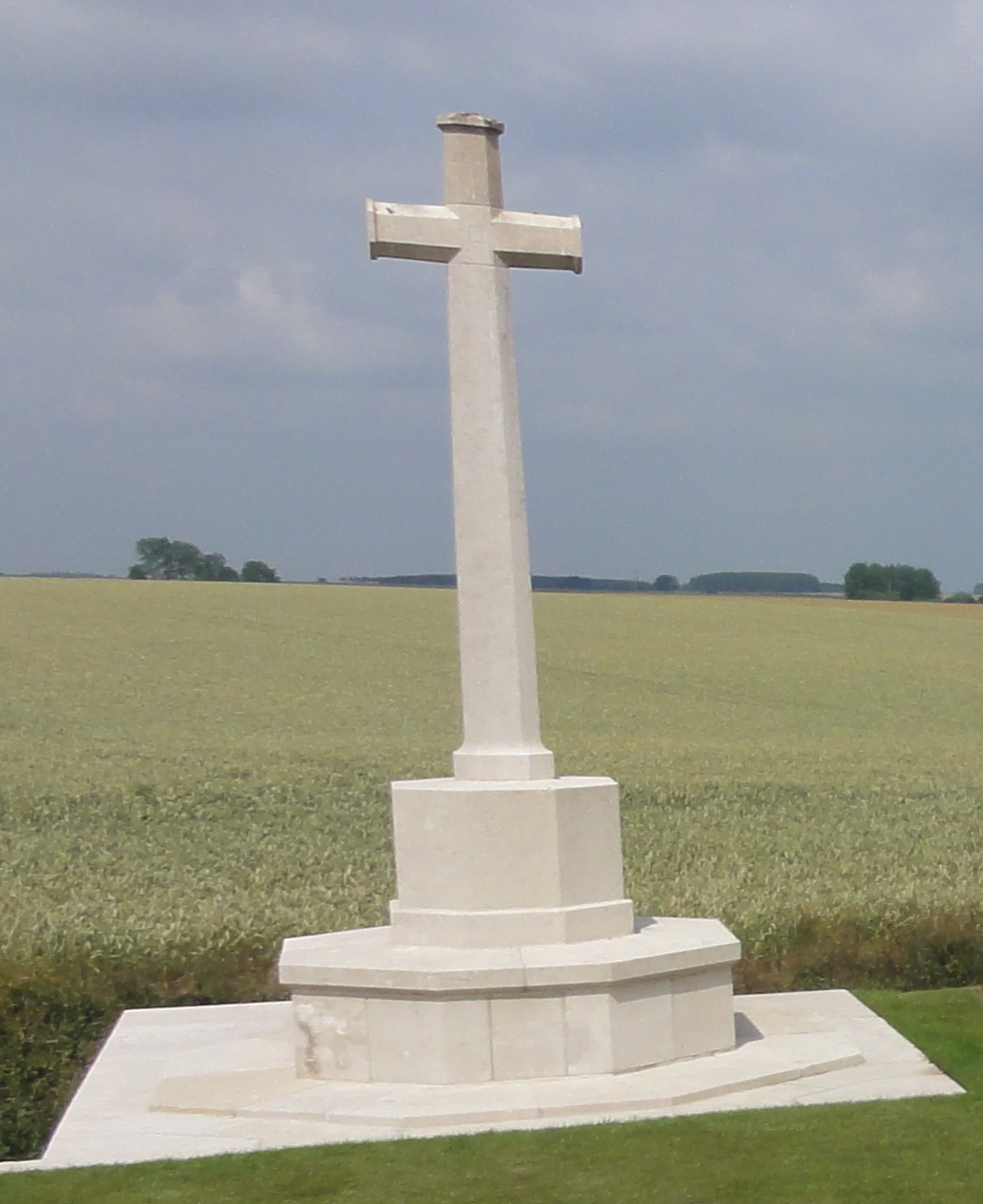

## Sépultures
| Pays        | Sépultures |
| ----------- | ---------- |
| Royaume-Uni | 65         |

### Liens Externes
http://www.inmemories.com/Cemeteries/canonnefarm.htm